# Coromandel (Brazilië)
Coromandel is een gemeente in de Braziliaanse deelstaat Minas Gerais. De gemeente telt 28.296 inwoners (schatting 2009).

## Aangrenzende gemeenten
De gemeente grenst aan Abadia dos Dourados, Catalão, Guarda-Mor, Guimarânia, Lagamar, Monte Carmelo, Patos de Minas, Patrocínio en Vazante.